# Universitat de la Corunya
La Universitat de la Corunya (en gallec i oficialment, Universidade da Coruña) és una institució pública de la ciutat de La Corunya, que té com a finalitat essencial la generació, gestió i difusió de la cultura i el coneixement científic, tecnològic i professional a través del desenvolupament de la investigació i de la docència.
Es va crear el 1989 i té campus a la Corunya (A Maestranza, Riazor, Elviña, A Zapateira i Oza), Oleiros (Bastiagueiro) i Ferrol (Esteiro i Serantes). Disposa de titulacions úniques a Galícia i el nord d'Espanya com Arquitectura, Arquitectura Tècnica, Enginyeria Tècnica en Disseny Industrial, Enginyeria Naval i Oceànica o Sociologia.

## Distribució geogràfica

### Centres a la Corunya

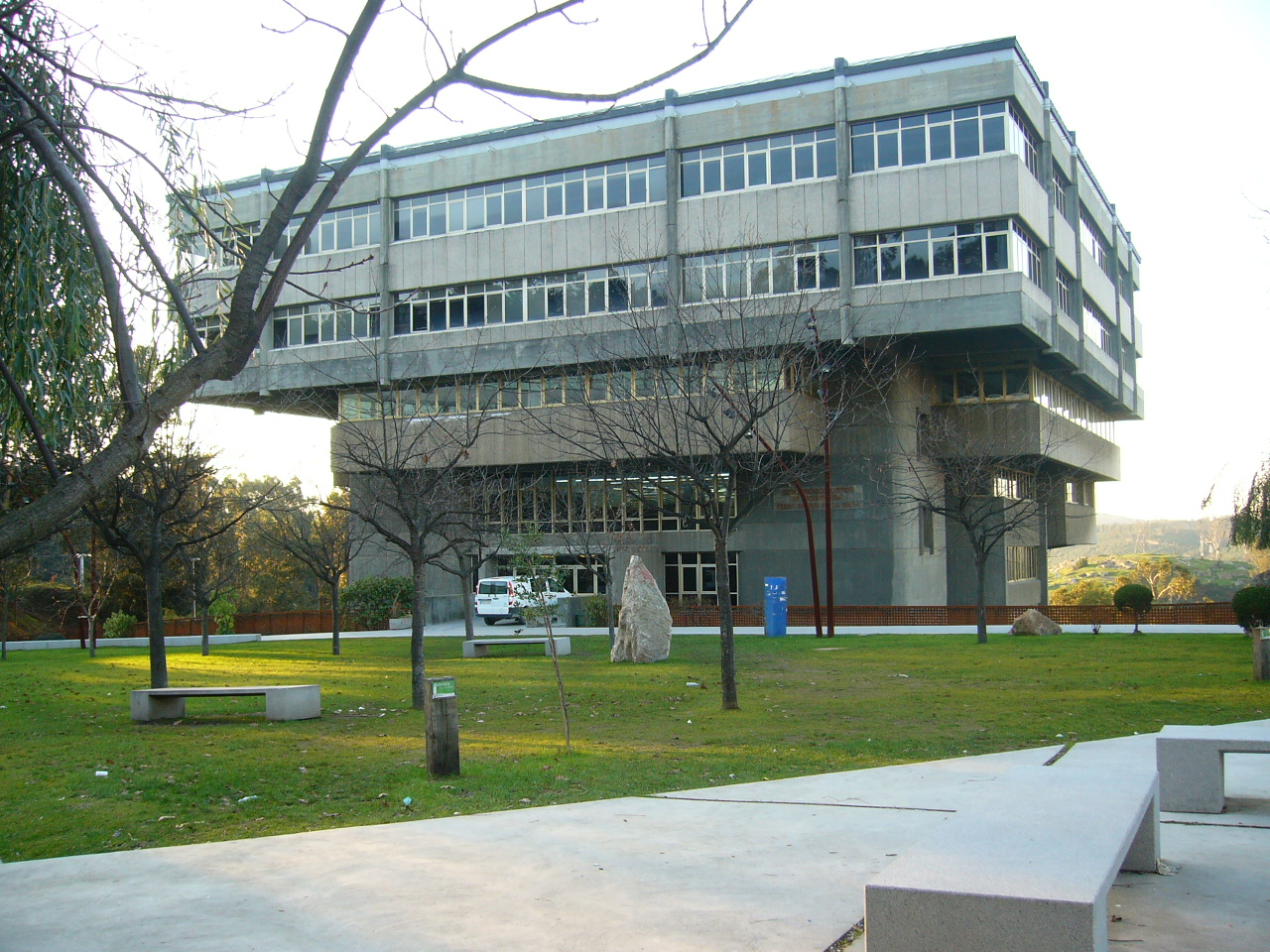
Escola Tècnica Superior d'Arquitectura, situada al Campus d'A Zapateira (la Corunya).

#### Centres propis
- Escola Tècnica Superior d'Arquitectura
- Escola Universitària d'Arquitectura Tècnica
- Escola Universitària de Fisioteràpia
- Escola Tècnica Superior de Nàutica i Màquines
- Escola Tècnica Superior d'Enginyeria de Camins, Canals i Ports
- Facultat de Ciències
- Facultat de Ciències de la Comunicació
- Facultat de Ciències de la Salut
- Facultat de Ciències de l'Educació
- Facultat de Ciències de l'Esport i l'Educació Física
- Facultat de Dret
- Facultat d'Economia i Empresa
- Facultat de Filologia
- Facultat d'Informàtica
- Facultat de Sociologia

#### Centres adscrits
- Escola Universitària de Relacions Laborais
- Escola Universitària d'Infermeria
- Escola Universitària de Turisme

#### Altres centres
- CUFIE

### Centres a Ferrol

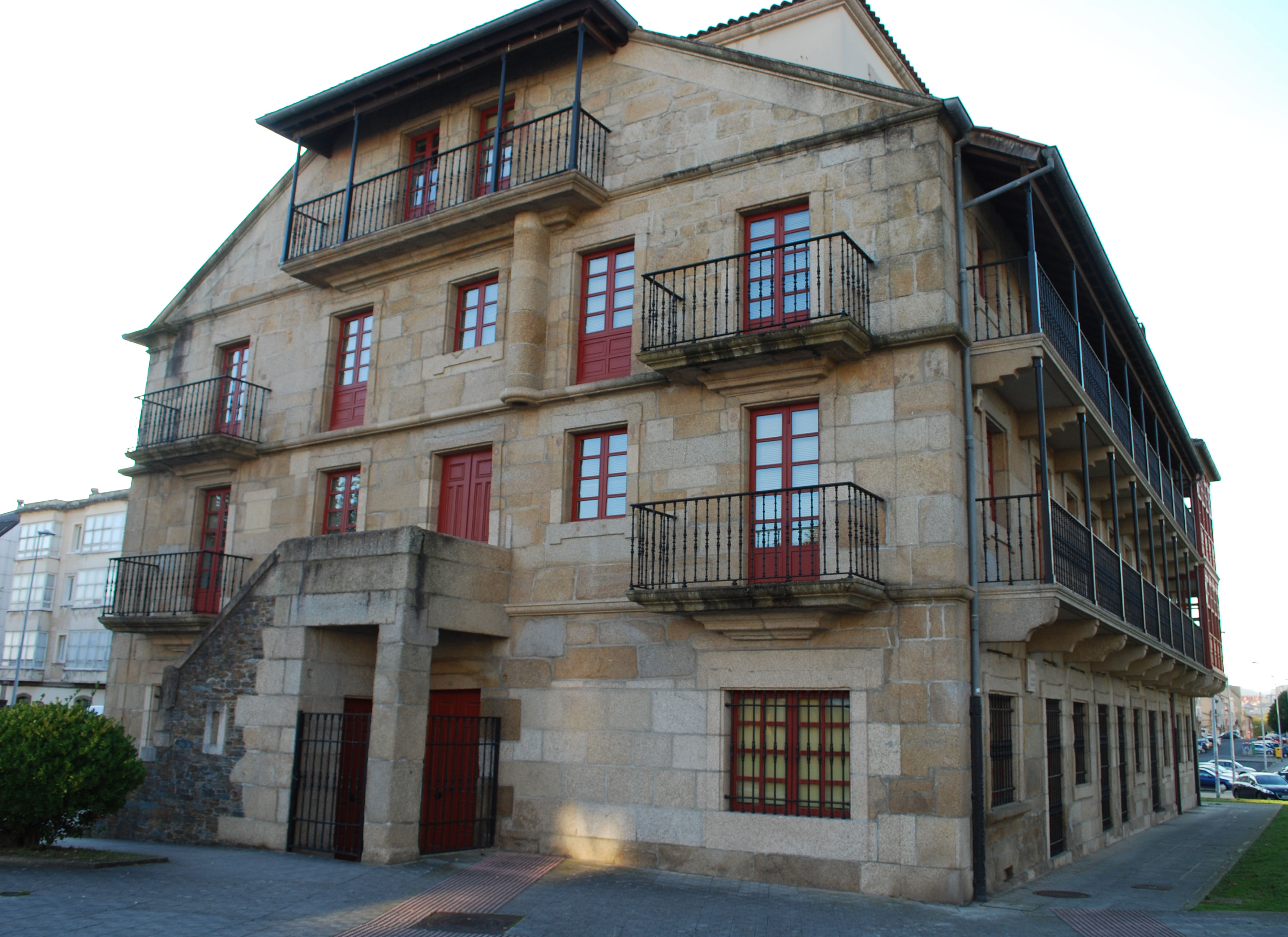
Biblioteca Casa do Patín, al Campus d'Esteiro (Ferrol).

#### Centres propis

##### Campus d'Esteiro
- Escola Politècnica Superior
- Escola Universitària de Disseny Industrial
- Escola Universitària d'Infermeria i Podologia
- Facultat de Ciències del Treball
- Facultat d'Humanitats

##### Campus de Serantes
- Escola Universitària Politècnica